# اریش فون فالکنهاین
اریش گئورگ سباستین آنتون فون فالکنهاین (آلمانی: Erich von Falkenhayn؛ زاده ۱۱ سپتامبر ۱۸۶۱ درگذشته ۸ آوریل ۱۹۲۲) فیلد مارشال آلمانی و رئیس ستاد کل ارتش امپراتوری آلمان در دو سال نخست جنگ جهانی اول بود. وی در اواخر تابستان ۱۹۱۶ پس از شکست در نبرد وردن، گشایش جبهه متفقین در سُم، تهاجم بروسیلوف و ورود رومانی به جنگ، از کار برکنار شد. پس از آن، مأموریت‌های مهمی در رومانی و سوریه بدو سپردند. شهرت و اعتبار وی به عنوان یک رهبر جنگی در طول و حتی پس از جنگ (به ویژه از سوی جناحی که از ژنرال هیندنبورگ جانبداری می‌کرد) مورد انتقاد قرار گرفته بود. فالکنهاین بدین نتیجه رسیده بود که آلمان نمی‌تواند جنگ را با یک بُرد قاطع پیروز شود بلکه مجاب به امضای معاهده صلح خواهد شد؛ دشمنانش اما می‌گفتند که وی فاقد راه حل لازم برای رسیدن به یک پیروزی قطعی است. روابط فالکنهاین با صدراعظم تئوبالد فن بتمان-هولوگ سبب مخالفت با نقشه‌های جنگی اش و تضعیف آنها می‌شد.

## سال‌های اولیه
اریش فون فالکنهاین در گراودنتس در پروس غربی زاده شد. برادرش آرتور آموزگار ویلهلم، ولیعهد آلمان بود. تنها خواهرش، الگا فون فالکنهاین، بعدها صاحب فرزندی به نام فدور فون بوک که از ژنرال‌های برجسته رایش سوم گردید، شد.
فالکنهاین در نوزده سالگی وارد ارتش شد و به عنوان افسر پیاده‌نظام و ستاد خدمت نمود. بین سالهای ۱۸۹۶ تا ۱۹۰۳ وی در مأموریتی نظامی در چین در خدمت دودمان چینگ بوده و در سرکوبی شورش مشتزن‌ها توسط نیروی ائتلافی اروپائیان شرکت داشت. وی همچنین مدتی در منچوری و کره به سر برد.
پس از خدمت در آسیا، در براونشوایک، متس و ماگدبورگ خدمت کرد و در سال ۱۹۱۲ به درجه سرتیپی ترفیع گرفت.

## وزیر جنگ پروس(۱۹۱۵_۱۹۱۳)
در ۱۹۱۳ مقام وزارت جنگ را در کابینه بتمان_هولوگ عهده‌دار شد، در چنین مقامی طبیعی بود که در بدو جنگ اول جهانی پس از ترور آرشیدوک فرانتس فردیناند نقشی داشته باشد. همچون بسیاری از رهبران نظامی آلمانی ، وی نیز انتظار جنگی همه جانبهٔ اروپایی را نداشت و بر قیصر ویلهلم دوم فشار آورد که به روسیه اعلان جنگ دهد.

## ریاست ستاد کل ارتش(۱۹۱۶_۱۹۱۴)
وی پس از شکست آلمان‌ها در نبرد اول مارن، در روز ۱۴ سپتامبر ۱۹۱۴ جانشین هلموت فون مولتکه (جوانتر) به عنوان رئیس ستاد کل گردید. وی در جبهه بلژیک می‌کوشید ارتش‌های بریتانیا و فرانسه را در تلاشی متقابل که به «مسابقه به سوی دریا» معروف شد، از جناحین دور بزند تا اینکه هر دو متخاصم به دریا رسیدند و دیگر امکان مانور جناحی و محاصره ای وجود نداشت. بریتانیایی‌ها و فرانسویان سرانجام توانستند پیشروی آلمان‌ها را در نبرد اول ایپره (اکتبر تا نوامبر ۱۹۱۴) متوقف سازند.
پس از تهاجم وسیع روس‌ها به گالیسیا (اروپای شرقی) و درخواست کمک ستاد ارتش اتریش_مجارستان از آلمان، او مصمم گردید که به شرق برود در نتیجه قطار حامل وی و قیصر ویلهلم به شرق منتقل شدند. این عمل برای فرماندهان عالی آلمان در جبهه شرق یعنی هیندنبورگ و لودندورف که می‌خواستند اوضاع جبهه شرقی را مطابق میل خود پیش ببرند، ضربه ای بود؛ این دو دائماً در برابر طرح‌های فالکنهاین، طرح‌های رقابت آمیز ارائه می‌داده و گناه هر اشتباهی را به گردن وی می‌انداختند. ژنرال هیندنبورگ و رئیس ستاد وی ژنرال لودندورف می‌خواستند طرحی شبیه طرح اشلیفن را علیه روس‌ها اجرا کنند اما فالکنهاین از شکست این طرح در جبهه غرب آموخته بود که نیروهایی که در درون یک دایره حرکت می‌کنند، کندتر از نیروهایی راه می‌روند که در یک خط مستقیم به عقب می‌نشینند و در نتیجه روس‌ها حتماً فرار می‌کنند. پس از مباحثه های فراوان، قیصر از نظریات رئیس ستادش جانبداری نمود. در دوم ماه مه نیروهای مشترک آلمان و اتریش_مجارستان به گورلیتس (ناحیه) که جبهه ای به طول ۴۵ کیلومتر بود، یورش برده و با بازپس‌گیری پره میشل (به لهستانی Przemyśl) و لمبرگ (Lemberg) بخش اعظم گالیسیای شرقی را باز پس گرفتند. جبههٔ روس‌ها در هم شکسته شد و این تنها نفوذ واقعی در تمامی جنگ بود؛ یعنی رخنه ای که به قدر کافی هم پهن و هم عمیق بود که روس‌ها نتوانند آنرا پر کنند.
این نظامی پروسی استراتژی تهاجمی در جبهه غرب را ترجیح می‌داد در حالی که در جبهه شرق عملیات‌های محدودی اجرا می‌کرد: امید وی این بود که اگر روسیه را چندان خوار نکنند این کشور راحتتر آتش‌بس جداگانه ای را بپذیرد. چنین عقیده ای وی را با ژنرال هیندنبورگ و ژنرال لودندورف که خواستار تهاجماتی وسیع در جبهه شرق بودند، در تقابل قرار داد. سرانجام خواه به امید این که یک کشتار غول آسا رهبران اروپایی را به پایان دادن به جنگ وادارد یا خواه به امید کم ضررتر کردن تلفات جنگیِ آلمان نسبت به فرانسه، یک جنگ فرسایشی را_چنان‌که در خاطرات پس از جنگش گفت_ در نبرد وردن در ابتدای ۱۹۱۶ پی ریزی نمود. با وجود اینکه بیش از دویست و پنجاه هزار نفر در پایان نبرد وردن کشته شدند و از همین جهت فالکنهاین را «آسیابان خونِ وردون» لقب دادند، هیچ‌یک از طرفین تصمیم قاطع خود را تغییر ندادند. بر خلاف آنچه فالکنهاین می‌پنداشت، فرانسویان می‌توانستند تلفات لشکرهایی که به وردون می‌فرستادند را محدود کنند. مارشال فیلیپ پتن فرانسوی نیروهایش را تا زمانی که تلفاتش به ۵۰ درصدِ پیاده نظامش رسید، در خط وردون نگه داشت و سپس آنجا را رها کرد. فرایند پیش و پس بردن لشکرها در طول این نبرد شبیه به کارکرد دستگاه چرخابی بود که آب را دائماً بالا برده و سپس آنرا تخلیه می‌کند. پس از شکست نسبی در نبرد وردن، در کنار عقبگردهایی که در جبهه شرق دیده شدند (من جمله تهاجم بروسیلوف و ورود رومانی به جنگ در جرگه متفقین)، آغاز عملیات مشترک آنگلو_فرانسوی در سُم (که به نبرد سم شهرت یافت) و دسیسه چینی‌های ژنرال هیندنبورگ و ژنرال لودندورف علیه وی، وی از مقام ریاست ستاد کل برکنار شده تا هیندنبورگ جایش را بگیرد.

## رومانی(۱۹۱۷_۱۹۱۶)
پس برکناری از ریاست ستاد وی را به فرماندهی ارتش نهم در ترانسیلوانی(۶ سپتامبر ۱۹۱۶) گماشته تا در ماه اوت، یک تهاجم دو جناحی علیه رومانی با همکاری نیروهای ژنرال مکنسن را پایه ریزد. نیروهای وی در کمتر از چهار ماه به کمک نیروهایی از اتریش_مجارستان و عثمانی بر ارتش نسبتاً بزرگ اما بی تجربه، بد تجهیز شده و کم آموزش دیدهٔ رومانی غلبه نموده و بخارست را متصرف شدند.

## فلسطین(۱۹۱۸_۱۹۱۷)
در پی این موفقیت، در اواسط ژوئیه ۱۹۱۷ فالکنهاین را برای هدایت گروه ارتش یلدیریم که در بین‌النهرین و حلب مشغول بود، به عثمانی فرستادند. پس از مجادلات بسیار با مقامات عالی حکومت عثمانی، فالکنهاین در ۷ سپتامبر ۱۹۱۷ ضمن دریافت درجه مشیر (معادل ترکی فیلد مارشال) به عنوان فرمانده عالی دو ارتش عثمانی در فلسطین منصوب گشت. او نتوانست از تسخیر اورشلیم در دسامبر ۱۹۱۷ توسط نیروهای انگلیسی تحت هدایت ژنرال ادموند آلنبی جلوگیری کند. فالکنهاین بود که از یک جنگ دفاعی ویرانگر بر سر اورشلیم و بسیاری از اماکن مقدس آن ممانعت نمود؛ همچنین نقشی محوری در توقف محو اجباری جمعیت یهودی فلسطین داشت؛ برنامه ای که توسط حکمران آنجا، جمال پاشا در راستای نسل‌کشی ارامنه طراحی شد.  تخلیه تمامی جمعیت اورشلیم در طول زمستان خشن ۱۹۱۸_۱۹۱۷ نیز توسط جمال پاشای ترک طراحی شده بود که توسط افسران ژرمنی، من جمله فالکنهاین، از اجرای آن ممانعت به عمل آمد.

## بلاروس(۱۹۱۹_۱۹۱۸)
در فوریه ۱۹۱۸ فالکنهاین فرمانده ارتش دهم آلمان در بلاروس گردید، جایی که از آنجا شاهد پایان جنگ بود. در دسامبر ۱۹۱۸ که جنگ پایان یافته بود، وی بر عقب‌نشینی ارتش دهم به آلمان نظارت داشت. این ارتش در فوریه ۱۹۱۹ فروپاشید.

## پس از جنگ
در ۱۹۱۹ از خدمت بازنشسته شده و به املاک خود رفت، جایی که در آنجا خود زندگی‌نامه (اتوبیوگرافی)اش را به رشته تحریر درآورد و چندین کتاب در باب جنگ و استراتژی نوشت. خاطرات جنگ وی با عنوان ستاد ارتش آلمان و تصمیمات اساسی اش، 1916_1914 (چاپ ۱۹۱۹) به انگلیسی ترجمه گشت. وی در یک واپس نگریِ وقایع اظهار داشت که اعلان جنگ آلمان به روسیه و فرانسه «قابل توجیه اما شتاب زده و نالازم بوده‌است.» ژنرال فالکنهاین در ۹ آوریل ۱۹۲۲ در اشلوس لیندشتت نزدیک پوتسدام درگذشت.

## زندگی شخصی
در ۱۸۸۶ فالکنهاین با ایدا سلکمان ازدواج نمود و حاصل آن پسری به نام فریتس گئورگ آدالبرت فون فالکنهاین(۱۹۷۳_۱۸۹۰) و دختری به نام اریکا اُلگا فون فالکنهاین(۱۹۷۵_۱۹۰۴) بود؛ کسی که بعدها با هنینگ فون ترسکو، افسر نازی طراح توطئه ۲۰ ژوئیه ۱۹۴۴ علیه هیتلر شرکت داشت، ازدواج کرد.

## ارزیابی
فاکنهاین از بسیاری جهات تجسم و خلاصه ای از یک نظامی پروسی بود؛ یک نظامی گرای به معنای تمام کلمه. وی شامهٔ سیاسی و نظامی انکار ناپذیری داشت و دموکراسی و رایشتاگ∗را مورد تحقیر قرار می‌داد. او در ۱۹۱۴ رایشتاگ را چنین مخاطب قرار داد:
تنها به خاطر نفوذ رهبران حزبی جاه طلب و حذف ارتش پروس از صحنهٔ مجادلات حزبی به دست قانون اساسی است که چنین چیزی پیش آمده:

دفاع محکم از صلح در داخل و خارج از خانه.
از لحاظ نظامی، فالکنهاین دستاوردهایی مختلط داشت. تهاجمش به وردون به شکستی استراتژیک انجامید. در طول جبههٔ رومانی در ۱۹۱۶ وی مهارتی قابل ملاحظه در هدایت ارتش نهم آلمان داشت، رومانی‌ها را از ترانسیلوانی بیرون راند، به کوه‌های کارپات جنوبی رخنه نمود و رومانیایی‌های پریشان را به سوی مولداوی در شمال شرقی عقب راند. دفاع وی در فلسطین در ۱۹۱۷ شکست بود اما نیروهایش، غالباً متشکل از ترکان عثمانی، از لحاظ عددی و کیفی پست‌تر بودند و تلفات نیز نسبتاً برابر.
وینستون چرچیل وی را تواناترین ژنرال در میان تمامی ژنرال‌های آلمانی در جنگ جهانی دانسته‌است. ترِوُر دوپوی، تاریخ‌نگار نظامی آمریکایی، وی را در حد بالاترین ژنرال‌های آلمانی، تنها پائینتر از هیندنبورگ و لودندورف، در نظر گرفته‌است. روبرت فولی نوشته که متخاصمین آلمان توان و ظرفیت خیلی بیشتری در کاربست استراتژی جنگ فرسایشی داشتند، چرا که دارای نیروی انسانی و کنترل صنعتی و اقتصادی بیشتری بر جهان بودند؛ آنها به بسیاری از شیوه‌هایی که فالکنهاین در نبردهای روسیه ۱۹۱۵ و فرانسه ۱۹۱۶ به کار گرفت متوسل می‌شدند. زمانی که هزینه‌های جنگ بالا رفت، اهداف جنگی متفقین تا حد کنار زدن نخبگان سیاسی قدرت‌های مرکز∗ و توانایی دیکته نمودن صلح شان گسترش یافت؛ هدفی که با استراتژی فرسایش حاصل شد.

تمامی منابع این ژنرال را به عنوان یک دوست و مافوق وفادار، صادق و محتاط تصویر کرده‌اند. میراث مثبت او، مدیریتش در طول جنگ فلسطین در ۱۹۱۷ است. چنان‌که زندگی‌نامه نویس وی، هولگر آفلرباخ می‌نویسد:
خشونت غیرانسانی در برابر یهودیان فلسطین تنها با مدیریت فالکنهاین بود که منع شد؛ چیزی که با توجه به زمینه تاریخی آلمان در قرن بیستم معنایی ویژه دارد و فالکنهاین را متمایز می‌کند.

## یادداشت ها
^  معروف به جمال پاشای خون‌آشام.
^  مجلس نمایندگی امپراتوری آلمان که در ۱۸۷۱ تشکیل شد.
^  شامل آلمان، اتریش_مجارستان، عثمانی و بلغارستان.